# 呪われし家に咲く一輪の花
『呪われし家に咲く一輪の花』（のろわれしいえにさくいちりんのはな、I Am the Pretty Thing That Lives in the House）は2016年のアメリカ合衆国・カナダのホラー映画。監督はオズグッド・パーキンス、主演はルース・ウィルソンとポーラ・プレンティスが務めた。

## ストーリー
アイリス・ブラムはニューイングランドの田舎町に暮らしていた。アイリスはホラー作家として有名だったが、認知症を患ったために引退同然の状態にあった。彼女が暮らす家はいわく付きの物件であった。アイリスの家を建てた男は新妻のために白い家を建てたのだが、2人は結婚式の日に突然失踪したのだという。そのため、ワックスキャップ（アイリスの家の管理人）はアイリスの介護を引き受けてくれる人間を探すのに難渋したが、最終的にリリー・セイラーという名前の女性を見つけることができた。アイリスの家に到着して早々、リリーは心霊現象に遭遇した。その後も怪現象は相次ぎ、リリーは不安を募らせていった。
アイリスはリリーのことをポリーと呼んでいた。ポリーとはアイリスの代表作『壁に現れる女』の主人公のことであった。リリーは小説を読み進めたが、途中で怖くなって読むのをやめてしまった。アイリスがポリーをまるで実在の人物であるかのように生々しく描写していたからである。
リリーが台所でイチゴを洗っていると、黒いシミが彼女の腕と手に現れた。程なくして、リリーの腕はむくみ上がり、灰色に変色した。ところが、ふと気が付くと腕はいつもの状態に戻っていた。その後、リリーがテレビのチャンネルを回したところ、テレビ画面に白い服を着た人物が映った。驚いたリリーは後ろを振り返ったが、そこには誰もいなかった。
リリーはクローゼットの中に古びた箱があるのを発見した。その中に入っていたのは『壁に現れる女』の草稿であった。その草稿に目を通したリリーは、同作がフィクションではなく、この家で実際に起きた殺人事件を描写したものであると確信するに至った。ポリーはこの家で夫に撲殺されたのだと。リリーがアイリスを問い詰めたところ、アイリスは怒り狂い、「この世で最も美しいものでさえ、いつかは必ず朽ち果てる。私とて花のように散っていくだけ。」とまくし立てたが、リリーにはその意味するところが分らなかった。
『壁に現れる女』が実際に起こった事件（新婚のポリーが夫に撲殺されて壁に埋められる）をもとに作られたことを知ったリリーは、剥がれた壁から現れたポリーの亡霊を目撃した恐怖で死んでしまう。介護する者がいなくなったアイリスも死んでしまう。時を経て、この白い家（アイリスによれば物語を紡ぐ家）に別の作家が住むことになった。

## キャスト
※括弧内は日本語吹替
- リリー・セイラー：ルース・ウィルソン（冠野智美）
- アイリス・ブラム：ポーラ・プレンティス（沢田敏子）
  - 昔のアイリス：エリン・ボイズ（八十川真由野）
- Mr.ワックスキャップ：ボブ・バラバン（こねり翔）
- ポリー・パーソンズ：ルーシー・ボイントン（近藤唯）
- 修理業者：ブラッド・ミルン（藤翔平）

日本語版スタッフ：演出：本吉伊都子、翻訳：佐々木真美、録音・調整：吉田佳代子／野本和弘／東田直子、日本語版制作：BTI Studios／グロービジョン

## 製作・公開
オズ・パーキンス監督はアイリスを演じられるのはポーラ・プレンティスだけだと確信しており、その意向もあってプレンティスが起用されることになった。
本作はパーキンスの監督デビュー作である『フェブラリィ -悪霊館-』より後に製作されたが、本作の方が早く公開されることになった。2016年9月10日、本作は第41回トロント国際映画祭でプレミア上映された。10月24日、Netflixが本作の予告編を公開した。

## 評価
本作は批評家から好意的に評価されている。映画批評集積サイトのRotten Tomatoesには15件のレビューがあり、批評家支持率は60%、平均点は10点満点で5.9点となっている。また、Metacriticには8件のレビューがあり、加重平均値は68/100となっている。